# Spine (romanzo)
Spine è un romanzo di fantascienza della scrittrice italiana Franci Conforti, edito nel 2022 dopo essere stato dichiarato vincitore del Premio Urania Mondadori per l'anno 2021.

## Storia editoriale
Il romanzo è stato pubblicato nell'ottobre del 2022 da Arnoldo Mondadori Editore, nella collana Urania, nel volume Spine, che contiene anche i racconti RoB-E1R9T di Luigi Brasili ed Enrico Giustiniani, L'ultimo abbraccio della Terra di Emiliano Maramonte e La causa fantasma di Alessandro Montoro, finalisti del premio Urania Short 2022, alla sua sesta edizione; il racconto di Alessandro Montoro è infine risultato vincitore della competizione a seguito di votazione da parte dei lettori.

## Ambientazione
Il romanzo è ambientato nel 3959 d.C. in una Terra nella quale i progressi biotecnologici hanno mutato l'aspetto del pianeta e dei suoi stessi abitanti. Le città sono divenute "arbopoli" e non sono più costruite con cemento e acciaio, ma nascono da alberi che, geneticamente modificati, sviluppano tutte le infrastrutture e i servizi necessari per una civiltà moderna. La manipolazione genica e l'eugenetica hanno condotto ad una popolazione umana composta prevalentemente da "evoluti" - esseri umani dall'intelligenza aumentata, caratterizzati da una totale repressione delle emozioni. Anche i "nativi" - gli esseri umani privi di miglioramenti genetici - sono invitati a reprimere chimicamente le proprie emozioni, oppure a vivere in riserve istituite a tale scopo. Anche agli animali ("animar"), tramite manipolazione genetica, è stata data la capacità di parola e un'intelligenza sufficiente affinché possano essere impiegati come forza lavoro sulla Terra e nelle colonie spaziali. Infine, sono stati commercializzati i cosiddetti "friendz", cloni dall'aspetto umano ma controllati da remoto.
Nella stessa ambientazione, Franci Conforti ha sviluppato altri percorsi narrativi nei racconti Il Giorno della Doppia Elica (2019, in Fanta-scienza, a cura di Marco Passarello, Delos Books), Come Concime (2019, in Strani Mondi, a cura di Franco Forte, Urania Millemondi n. 84, Mondadori) e Giochi di Luce (2021, in Quando il sole bruciava, a cura di Franco Ricciardello, Delos Books).

## Trama
Eleonor Salgado (nota come Ellie Sa) è una popolare conduttrice televisiva di un programma per animar sulla colonia spaziale Probe. Per il suo forte ascendente sugli animar, viene invitata sulla Terra, dal sindaco della riserva Tempradura, a ricomporre un conflitto tra nativi e animar. Tuttavia, i nativi non hanno una piena autorità ed Ellie dovrebbe raggiungere il pianeta da clandestina. Inizialmente titubante, si lascia convincere dalla prospettiva del lauto guadagno che potrebbe ottenere incassando i crediti presenti su di un chip di cui è entrata fortuitamente in possesso.
Già nel viaggio verso la Terra, tuttavia, Ellie incontra delle difficoltà, con la capsula di atterraggio che sembra subire un'avaria. Inoltre, la situazione a Tempradura risulta più complessa rispetto a quanto le era stato detto. Nel tentativo comunque di assolvere al suo compito, fa la conoscenza dell'ex-poliziotto Joe Duckett. Questi la convince ad abbandonare la mediazione e a provare a rientrare su Probe il prima possibile. Volendo però incassare i crediti che sono stati il motivo del viaggio, i due raggiungono l'arbopoli museo Primacasa e poi Nacreville. Qui, scoprono che il contenuto del chip potrebbe essere ben più importante di quanto immaginato, tanto che dei malviventi sono stati incaricati di impossessarsene. Per sfuggire alla cattura, i due si recano a Quercal - una grande arbopoli che occupa la Pianura Padana - dove sperano di far perdere le proprie tracce. Tuttavia, la mossa non riesce e il passato di Duckett di poliziotto infiltrato aliena loro anche l'aiuto della polizia.
Ellie riuscirà a risolvere la situazione smettendo di scappare e attirando l'attenzione nel modo che più le è congeniale: partecipando ad una trasmissione televisiva, attraverso cui cercare il supporto dei suoi fedeli fan animar.

## Edizioni
- Franci Conforti, Spine, Urania n° 1707, Milano, Arnoldo Mondadori Editore, 2022.